# God of War II
God of War II es un videojuego de acción-aventura hack & slash desarrollado por Santa Monica Studio y publicado por Sony Computer Entertainment para la PlayStation 2. Es la segunda entrega de la serie God of War, la sexta cronológicamente, y la secuela del videojuego God of War de 2005. El juego está basado en la mitología griega y ambientado en la antigua Grecia, con la venganza como motivo central. El personaje del jugador es el protagonista Kratos, el nuevo Dios de la Guerra que mató al primero, Ares. Kratos es traicionado por Zeus, el rey de los dioses olímpicos, quien lo despoja de su divinidad y lo mata. Arrastrado lentamente al Inframundo, es salvado por la Titán Gaia, quien le indica que encuentre a las Hermanas del Destino, ya que pueden permitirle viajar en el tiempo, evitar su traición y vengarse de Zeus.
La jugabilidad es similar a la entrega anterior. Se centra en el combate basado en combo que se logra a través del arma principal del jugador, las espadas de Atenea, y las armas secundarias adquiridas a lo largo del juego. Cuenta con eventos de tiempo rápido que requieren que los jugadores completen rápidamente varias acciones del controlador del juego para derrotar a enemigos y jefes más fuertes. El jugador puede usar hasta cuatro ataques mágicos y una habilidad para mejorar el poder como opciones de combate alternativas. El juego también incluye rompecabezas y elementos de plataformas. En comparación con su predecesor, God of War II presenta rompecabezas mejorados y cuatro veces más jefes.
God of War II ha sido aclamado como uno de los mejores videojuegos de todos los tiempos y una de las mejores secuelas de videojuegos jamás realizadas, y fue el "Juego del año de PlayStation" de 2007 en los Golden Joystick Awards. En 2009, IGN lo incluyó como el segundo mejor juego de PlayStation 2 de todos los tiempos, y tanto IGN como GameSpot lo consideran el "canto del cisne" de la era de PlayStation 2. En 2012, la revista Complex nombró a God of War II como el decimocuarto mejor juego de PlayStation 2 de todos los tiempos. God of War II, junto con God of War, fue remasterizado y lanzado en noviembre de 2009 como parte de God of War Collection, y en 2012, la versión remasterizada fue relanzada como parte de God of War Saga, ambos para PlayStation 3. God of War Collection fue posteriormente adaptado a PlayStation Vita en 2014. Una novelización del juego fue publicada en febrero de 2013. Una secuela, God of War III, fue lanzada en 2010.

## Jugabilidad
Véase también: Elementos de juego comunes en la serie God of War
God of War II es un videojuego de acción y aventuras con elementos de hack and slash. Es un videojuego para un solo jugador en tercera persona visto desde una perspectiva de cámara fija. El jugador controla al personaje Kratos en elementos de combate basado en combos, plataformas y juegos de rompecabezas, y lucha contra enemigos que provienen principalmente de la mitología griega, incluidas harpías, minotauros, gorgonas, grifos, cíclopes, cerberos, sirenas, sátiros y ninfas. Otros monstruos fueron creados específicamente para el juego, incluidos legionarios no muertos, cuervos, bárbaros no muertos, señores de las bestias, perros rabiosos, jabalíes y el ejército de las Parcas, incluidos centinelas, guardianes, monstruos y sumos sacerdotes. Muchos de los ataques combinados utilizados en God of War reaparecen, y el juego presenta más del doble de peleas contra jefes y acertijos más difíciles que el original. Los elementos de plataformas requieren que el jugador suba paredes y escaleras, salte a través de abismos, se balancee sobre cuerdas y se balancee sobre las vigas para avanzar a través de las secciones del juego. Algunos acertijos son simples, como mover una caja para que el jugador pueda usarla como un punto de partida para acceder a un camino inalcanzable con saltos normales, mientras que otros son más complejos, como encontrar varios elementos en diferentes áreas del juego para desbloquear una puerta.
Además de los cofres de salud, magia y experiencia habituales que se encuentran en todo el mundo del juego, se pueden encontrar tres cofres de Uber. Dos de estos cofres proporcionan un incremento adicional a los medidores de salud y magia, respectivamente, y el tercer cofre contiene una gran cantidad de orbes rojos y dorados. Varias urnas también están ocultas en el juego (por ejemplo, la Urna de Gaia) que, al finalizar el juego, desbloquea habilidades especiales (por ejemplo, magia ilimitada) para usar durante el juego de bonificación.

### Combate
El arma principal de Kratos es un par de hojas unidas a cadenas que se envuelven alrededor de las muñecas y los antebrazos del personaje. Llamadas Hojas de Atenea (también conocidas como las Espadas de Atenea) en este juego, se pueden balancear ofensivamente en varias maniobras. A medida que avanza el juego, Kratos adquiere nuevas armas, el Martillo Bárbaro, la Lanza del Destino y, periódicamente, la Hoja del Olimpo, que ofrecen opciones de combate alternativas. Aunque Kratos comienza el juego con las Hojas de Atenea y la habilidad mágica Ira de Poseidón (ambas a máxima potencia), el poder de las espadas se reduce y la magia se abandona después de un encuentro con Zeus (la Ira de Poseidón se puede recuperar obteniendo una determinada urna). Al igual que con los juegos anteriores, Kratos aprende a usar hasta cuatro habilidades mágicas, como la Perdición de Tifón, que actúa como arco y flecha para objetivos distantes, lo que le brinda una variedad de formas de atacar y matar enemigos. Otras nuevas habilidades mágicas incluyen la Ira de Cronos, Cabeza de Euríale y Temblor de Atlas. La habilidad especial Ira de los dioses, presentada en el juego anterior, es reemplazada por Ira de los Titanes; a diferencia del juego anterior, el medidor de ira, que permite el uso de la habilidad, no tiene que estar lleno para usar la habilidad, y puede activarse y desactivarse a voluntad.
Kratos conserva la reliquia del tridente de Poseidón de la entrega original y obtiene nuevas reliquias; el Amuleto de los Hados, el Vellocino de Oro y las Alas de Ícaro, cada uno de los cuales debe avanzar a través de ciertas etapas del juego. Por ejemplo, el Amuleto de los Hados nos ralentiza el tiempo, pero esto no afecta a Kratos y permite la resolución de acertijos que no se pueden lograr en el tiempo normal de juego. El amuleto de los Hados tiene un uso limitado antes de necesitar ser recargado (lo que ocurre automáticamente y está representado por el medidor del Amuleto de los Hados). El Vellocino de Oro desvía los proyectiles enemigos hacia los enemigos (se usa para resolver ciertos acertijos). Las Alas de Ícaro permiten a Kratos deslizarse a través de grandes abismos que no se pueden cruzar con un salto normal.
El modo de desafío de este juego se llama Desafío de Titanes (siete pruebas) y requiere que los jugadores completen una serie de tareas específicas (por ejemplo, matar a todos los enemigos sin ser golpeados). El jugador puede desbloquear trajes adicionales para Kratos, vídeos detrás de escena y arte conceptual de los personajes y entornos, como recompensas, así como el uso de las habilidades que se encuentran en las urnas durante la primera partida. Completar cada nivel de dificultad desbloquea recompensas adicionales, al igual que recolectar veinte ojos de los cíclopes derrotados. Un nuevo modo, llamado Arena de Destinos, permite a los jugadores establecer niveles de dificultad y elegir a sus propios oponentes para mejorar sus habilidades.

## Sinopsis

### Escenario
Al igual que su predecesor, God of War II se desarrolla en una versión alternativa de la antigua Grecia, poblada por dioses olímpicos, titanes, héroes y otros seres de la mitología griega. Con la excepción de los flashbacks, los eventos se establecen entre los de los juegos Betrayal (2007) y God of War III (2010). Se exploran varios lugares, incluido un escenario del mundo real en la antigua ciudad de Rodas, y varios lugares ficticios, incluida una breve escena en el Inframundo, la Guarida de Tifón, la Isla de la Creación y sus lugares, el Tártaro y una breve escena en el monte Olimpo.
Rodas, su horizonte dominado por la enorme estatua, el Coloso de Rodas, es una ciudad devastada por la guerra bajo el asalto de Kratos, el dios de la guerra y su ejército espartano. La Guarida de Tifón, escondida en un lugar desconocido, es una montaña cubierta de nieve y la prisión de los Titanes Tifón y Prometeo. La Isla de la Creación es una vasta isla ubicada en el borde del mundo y hogar de las Hermanas del Destino. La isla alberga trampas mortales, rompecabezas y monstruos. En las afueras de la isla están los Corceles del Tiempo, y en la propia isla están los Templos de Laquesis y Átropos, y el Pantano de los Olvidados, que esconde la Gorgona Euríale y es el sitio de la última batalla de Jasón y sus Argonautas. Más allá de la Ciénaga están las Tierras Bajas y el Gran Abismo: una enorme división que bloquea el camino hacia el Palacio de las Parcas. En la base del Abismo está el reino del Tártaro, la prisión del Titán Atlas, condenado a tener el mundo sobre sus hombros. El Templo de las Parcas también está lleno de trampas y monstruos.

### Personajes
El protagonista del juego es Kratos (con la voz de Terrence C. Carson), un guerrero espartano que se convirtió en el Dios de la Guerra después de matar al primero, Ares. Otros personajes incluyen a Atenea (Carole Ruggier), la diosa de la sabiduría; Zeus (Corey Burton), el Rey de los Dioses y el principal antagonista; varios Titanes, incluidos Gaia (Linda Hunt), Atlas (Michael Clarke Duncan), Prometeo (Alan Oppenheimer), Tifón (Fred Tatasciore) y Cronos (Lloyd Sherr), los héroes Teseo (Paul Eiding) y Perseo (Harry Hamlin); el loco Ícaro (Bob Joles); la gorgona Euríale (Jennifer Martin); una versión no muerta del Rey Bárbaro (Bob Joles); y las Hermanas del Destino: Laquesis (Leigh-Allyn Baker), Átropos (Debi Mae West) y Cloto (Susan Silo). Los personajes menores incluyen el capitán del barco (Keith Ferguson) y el Último Espartano (Josh Keaton). La esposa de Kratos, Lisandra, su hija Calíope y la Titán Rea aparecen en flashbacks. Los dioses Hades y Poseidón aparecen en flashbacks de la Gran Guerra y en la escena final junto a Zeus, Helios y Hermes en el Olimpo.

### Argumento
Kratos, el nuevo dios de la guerra tras la muerte de Ares, todavía está atormentado por las pesadillas de su pasado y es rechazado por los otros dioses por sus formas destructivas. Ignorando las advertencias de Atenea, Kratos se une al ejército espartano en un ataque a Rodas, durante el cual un águila gigante de repente drena una gran parte de sus poderes y lo usa para animar al Coloso de Rodas. Mientras lucha contra la estatua, Zeus le ofrece a Kratos la Hoja del Olimpo, una poderosa espada que Zeus había usado para terminar la Gran Guerra, lo que requiere que Kratos infunda la espada con el resto de su poder divino. Aunque mortal una vez más, Kratos derrota al Coloso pero está mortalmente herido. El águila revela haber sido Zeus todo el tiempo, quien afirma que se vio obligado a intervenir porque Atenea se negó a hacerlo. Zeus luego le otorga a Kratos una última oportunidad para ser leal a los dioses, pero Kratos se niega. Enfurecido por su desafío, Zeus lo mata con la espada y destruye al ejército espartano.
Kratos es arrastrado lentamente al inframundo, pero es salvado por la Titán Gaia. Gaia le dice a Kratos que una vez crio al joven Zeus, quien finalmente traicionó a los Titanes como venganza por la crueldad infligida a sus hermanos por el padre de Zeus, Cronos. Ella le indica a Kratos que encuentre a las Hermanas del Destino, quienes pueden alterar el tiempo, evitar su muerte y permitirle vengarse de Zeus. Con la ayuda de Pegaso, Kratos encuentra la guarida del hermano de Gaia, Tifón. Encarcelado bajo una montaña, Tifón se enoja por la intrusión y atrapa a Pegaso, lo que obliga a Kratos a explorar a pie. Kratos se encuentra con el Titán Prometeo, que está encadenado en forma mortal y torturado por orden de Zeus por dar fuego a la humanidad. Prometeo ruega que lo libere de su tormento, por lo que Kratos se enfrenta a Tifón para robar su arco mágico. Él ciega al enorme Titán con él para escapar y luego lo usa para liberar a Prometeo, quien cae al fuego y muere, finalmente libre de la tortura eterna. La nmolación libera el poder de los Titanes que Kratos absorbe, usándolo para liberar a Pegaso y luego volar a la Isla de la Creación.
Justo antes de llegar a la isla, Kratos lucha y mata a Teseo para despertar a los gigantescos Corceles del Tiempo, un regalo de Cronos a las Hermanas del Destino en un intento de cambiar su propio destino, lo que le otorga a Kratos acceso a la isla. Allí, Kratos se encuentra y derrota a varios enemigos, algunos de los cuales también buscan a las Hermanas del Destino, incluida una versión no muerta de su antiguo enemigo, el Rey Bárbaro, la gorgona Euríale, Perseo e Ícaro. Finalmente se encuentra con el Titan Atlas encarcelado, quien inicialmente resiente a Kratos por su situación actual. Después de que Kratos explica su intención, Atlas revela que Gaia y los otros Titanes también buscan vengarse de Zeus por su derrota en la Gran Guerra. Atlas también revela que la Hoja del Olimpo es la clave para derrotar a Zeus y ayuda a Kratos a llegar al Palacio de los Destinos.
Después de evadir trampas y derrotar a más enemigos, Kratos se encuentra con un enemigo, que se revela como un leal soldado espartano que también busca a las Hermanas. Antes de morir, el Último Espartano le informa a Kratos que Zeus ha destruido a Esparta en ausencia de Kratos. Indignado, Kratos está aún más motivado y libera al Fénix, que lleva a la criatura a la fortaleza de las Hermanas, donde se enfrenta a dos, Laquesis y Átropos. Durante el combate, las Hermanas intentan cambiar el resultado de la batalla de Kratos con Ares, pero Kratos los mata a ambos, luego se enfrenta a la Hermana restante, Cloto. Él la mata usando sus propias trampas, y adquiere el Telar del Destino para volver al punto en el que Zeus lo traicionó.
Kratos sorprende a Zeus, se apodera de la Hoja del Olimpo y finalmente lo incapacita. Atenea interviene e implora a Kratos que se detenga, ya que al matar a Zeus, destruirá el Olimpo. Kratos la ignora y trata de matar a Zeus, pero Atenea se sacrifica empalándose con la espada, lo que permite que Zeus escape. Antes de morir, Atenea revela que Kratos es en realidad el hijo de Zeus. Zeus temía que Kratos lo asesinara, al igual que Zeus había asesinado a su propio padre, Cronos. Kratos declara que el gobierno de los dioses ha llegado a su fin, luego viaja en el tiempo y rescata a los Titanes justo antes de su derrota en la Gran Guerra. Regresa con los Titanes al presente, y los dioses observan cómo sus antiguos enemigos escalan el Monte Olimpo. Kratos, de pie sobre la espalda de Gaia, declara que ha traído la destrucción del Olimpo.

## Desarrollo
Una secuela de God of War se adelantó por primera vez al final de sus créditos, que decía, "Kratos Will Return". God of War II fue anunciado oficialmente en la Game Developers Conference (GDC) de 2006. El director de God of War, David Jaffe, renunció y se convirtió en el director creativo de su secuela. El animador principal de God of War, Cory Barlog, asumió el papel de director del juego. En una entrevista con Computer and Video Games (CVG) en junio de 2006, Barlog dijo que mientras trabajaba en los primeros borradores del guion, estudió la mitología extensamente. Dijo que la mitología es tan grande que "la verdadera dificultad es elegir cosas que realmente encajen dentro de la historia de Kratos, además de ser fáciles de tragar para el público". Aunque le encanta la idea de enseñar cosas a través de la narración (en este caso la mitología griega), Barlog dijo que "no puedes dejar que tu historia se empantane con eso". Dijo que en el juego, los jugadores verían "una visión más amplia del papel de Kratos dentro del mundo mitológico". También dijo que le gustaba la idea de una trilogía, pero que no había planes "a partir de ahora".
Al igual que God of War, el juego utiliza el motor Kinetica de Santa Mónica. El diseñador de combate senior Derek Daniels dijo que para God of War II, estaban basando los ataques mágicos en elementos (por ejemplo, aire y tierra). Dijo que el sistema de combate se actualizó para que fluyera sin problemas entre los ataques y el cambio entre armas y magia. Dijo que estaban trabajando por un equilibrio similar de resolución de acertijos, exploración y combate visto en el primer juego, y utilizaron elementos que funcionaron en ese juego como base para el equilibrio general. A diferencia de God of War, donde la magia tenía un pequeño papel, Daniels dijo que para God of War II, su objetivo era hacer de la magia una parte integral del sistema de combate y hacerlo más refinado. Barlog dijo que el juego presentaría nuevas criaturas y héroes de la mitología, y quería incluir más batallas contra jefes. Al comentar sobre las opciones multijugador, Barlog dijo que "hay posibilidades para eso, pero no es algo que estemos haciendo en este momento". Dijo que sentía que God of War es una experiencia para un solo jugador, y aunque el modo multijugador "sería genial", no le atraía trabajar en él. En cuanto a una entrega de PlayStation Portable (PSP), dijo que pensaba que "sería increíblemente increíble", pero no era algo en lo que tuviera tiempo de trabajar y que era decisión de Sony hacer o no una entrega de PSP.
En una entrevista con IGN en febrero de 2007, Barlog dijo que sus objetivos para God of War II eran continuar la historia del juego anterior, expandir varios elementos y presentar momentos más épicos en lugar de cinemáticas durante el juego. Dijo que había muchas adiciones al juego, pero que no diferían mucho del estilo del juego anterior. Los escenarios y los momentos épicos a gran escala fueron reelaborados "para que cada batalla que tengas se sienta realmente épica y única". Barlog también insinuó que se haría otra secuela; dijo: "La historia aún no se ha completado. El final apenas ha comenzado".
En otra entrevista con IGN, tanto Jaffe como Barlog dijeron que no veían a God of War II como una secuela, sino como una continuación del juego anterior. Jaffe dijo que no querían incluir el número romano número dos (II) en el título por esta razón, pero no querían que el título transmitiera la impresión de que era un paquete de expansión. Tanto Jaffe como Barlog dijeron que la razón por la que God of War II apareció en la PlayStation 2 en lugar de la PlayStation 3, que se lanzó cuatro meses antes de God of War II, fue porque "hay 100 millones de personas que podrían jugar a God of War II tan pronto como se lance". Barlog aseguró que el juego se podría jugar en la plataforma más nueva, que tenía compatibilidad con versiones anteriores de PlayStation 2.
Cuatro de los actores de voz de la entrega anterior volvieron a interpretar sus papeles, incluidos Terrence C. Carson y Keith Ferguson, quienes interpretaron a Kratos y al capitán del barco, respectivamente. Linda Hunt regresó como narradora, quien se reveló como la Titán Gaia, y Carole Ruggier regresó con su voz final del personaje Atenea. Tanto Paul Eiding, que había expresado a Zeus y el Sepulturero, como Fred Tatasciore, que había expresado a Poseidón, regresaron pero no repitieron esos roles, sino que expresaron a los personajes Teseo y Tifón, respectivamente. Corey Burton asumió el papel de Zeus, habiendo expresado previamente al personaje en la película animada de Disney de 1998 Hercules y la posterior serie animada Hercules. Los famosos actores Michael Clarke Duncan y Leigh-Allyn Baker prestaron sus voces para los personajes Atlas y Laquesis, respectivamente. El actor Harry Hamlin fue elegido para dar voz al personaje de Perseo debido a su interpretación anterior del mismo personaje en el largometraje de 1981 Furia de titanes. Aunque se eliminó al principio del desarrollo del juego, a Cam Clarke se le atribuye la voz de Hércules. Keythe Farley fue el director de voz junto a Kris Zimmerman y Gordon Hunt.

## Lanzamiento
God of War II fue lanzado en Norteamérica el 13 de marzo de 2007, en Europa el 27 de abril y el 3 de mayo en Australia. Fue lanzado en Japón el 25 de octubre por Capcom, bajo el título God of War II: Shūen no Jokyoku (ゴッド・オブ・ウォーII 終焉への序曲?). La versión norteamericana estaba empaquetada en un juego de dos discos. El primer disco contenía el juego y el segundo disco estaba dedicado al desarrollo del juego, incluido un diario de la producción del juego. La versión PAL europea/australiana se lanzó en dos ediciones diferentes: una edición estándar de un solo disco y una "Edición especial" de dos discos con diferentes carátulas y un DVD adicional. El 6 de abril de 2008, estuvo disponible en la línea de PlayStation 2 de Greatest Hits. Tras su lanzamiento, el juego fue prohibido en los Emiratos Árabes Unidos debido a "una escena en topless".
Tras su lanzamiento, God of War II tuvo éxito comercial en múltiples mercados. En América del Norte, vendió 833 209 copias a finales de marzo de 2007, el doble de copias que el siguiente juego más vendido. Fue el juego más vendido en el Reino Unido en la primera semana de lanzamiento. Vendió más de un millón de copias en los primeros tres meses después del lanzamiento, y en junio de 2012, Sony informó que vendió más de 4,24 millones de copias en todo el mundo.
El juego y su predecesor, God of War, fueron lanzados en Norteamérica el 17 de noviembre de 2009 como parte de God of War: Collection, presentando versiones remasterizadas de ambos juegos para la plataforma PlayStation 3, con gráficos mejorados y soporte para trofeos de PlayStation 3. 
Estuvo disponible en Japón el 18 de marzo de 2010, Australia el 29 de abril, y el Reino Unido el 30 de abril. El contenido "God of War II Bonus Materials", incluido en el segundo disco de la versión norteamericana original de PlayStation 2, se incluyó con la versión comercial de la colección. God of War Collection se lanzó como descarga digital en PlayStation Store el 2 de noviembre de 2010 y fue el primer producto que contenía software de PlayStation 2 disponible mediante descarga. Los suscriptores de PlayStation Plus pueden descargar una prueba de una hora de cada juego. Sin embargo, los materiales adicionales no se incluyen en la versión de descarga digital. Una versión para PlayStation Vita de God of War: Collection se lanzó el 6 de mayo de 2014. En junio de 2012, God of War: Collection había vendido más de 2,4 millones de copias en todo el mundo. El 28 de agosto de 2012, God of War: Collection, God of War III y God of War: Origins Collection se incluyeron en God of War: Saga Collection bajo la línea de Sony de PlayStation Collections para PlayStation 3 en América del Norte.

### Marketing
Como incentivo para reservar, el disco de demostración de God of War II se puso a disposición de todos los clientes que reservaron el juego. El 1 de marzo de 2007, Sony llevó a cabo un evento mediático que contó con mujeres con poca ropa y una cabra muerta en Atenas como parte de la campaña de marketing del juego. El mes siguiente, el Daily Mail se enteró del evento a través de la Official PlayStation Magazine del Reino Unido, lo calificó como un "truco de promoción depravado" e informó que el miembro del Parlamento y activista contra la violencia de los videojuegos, Keith Vaz, dijo que lo entendería si el incidente resultaba en un boicot a los productos de Sony. En respuesta, Sony dijo que el evento había sido sensacionalista con una hipérbole y que el artículo contenía varias inexactitudes, pero se disculpó por el evento.

## Otros medios

### Banda sonora
God of War II: Original Soundtrack from the Video Game, compuesta por Gerard K. Marino, Ron Fish, Mike Reagan y Cris Velasco, fue lanzado en CD por Sony Computer Entertainment el 10 de abril de 2007. Dave Valentine de Square Enix Music Online le dio a la banda sonora un 8 sobre 10, y dijo que presenta una amplia variedad de ominosas piezas orquestales, y que las contribuciones de cada compositor parecen un poco más distintivas que la entrega anterior. Spence D. de IGN escribió que la partitura "es un impresionante logro orquestal dentro del siempre creciente y constantemente cambiante campo de la composición de videojuegos", pero que estaba más orientada a la experiencia de juego de God of War II, en lugar de ser una experiencia musical independiente. En los premios Spike Video Game Awards de 2007, la banda sonora fue nominada como "Mejor banda sonora original". En marzo de 2010, la banda sonora se lanzó como contenido descargable como parte de la banda sonora de la trilogía de God of War en God of War III Ultimate Edition.
| Lista de canciones |                                    |          |  |
| N.º                | Título                             | Duración |  |
| 1.                 | «Main Titles»                      | 2:59     |  |
| 2.                 | «The Glory of Sparta»              | 3:10     |  |
| 3.                 | «The Way of the Gods»              | 2:13     |  |
| 4.                 | «Colossus of Rhodes»               | 2:22     |  |
| 5.                 | «The Bathhouse»                    | 2:02     |  |
| 6.                 | «Death of Kratos»                  | 4:12     |  |
| 7.                 | «The End Begins»                   | 1:57     |  |
| 8.                 | «Typhon Mountain»                  | 3:14     |  |
| 9.                 | «Waking the Sleeping Giant»        | 1:49     |  |
| 10.                | «Battle for the Skies»             | 2:12     |  |
| 11.                | «Exploring the Isle»               | 2:19     |  |
| 12.                | «The Isle of Creation»             | 3:20     |  |
| 13.                | «The Summit of Sacrifice»          | 2:35     |  |
| 14.                | «An Audience with Cronos»          | 2:07     |  |
| 15.                | «The Barbarian King Returns»       | 2:00     |  |
| 16.                | «Bog of Lost Souls»                | 2:19     |  |
| 17.                | «Battle in the Bog»                | 2:00     |  |
| 18.                | «Crossing the Lowlands»            | 2:07     |  |
| 19.                | «Atlas»                            | 3:37     |  |
| 20.                | «Palace of the Fates»              | 2:46     |  |
| 21.                | «Phoenix Rising»                   | 2:16     |  |
| 22.                | «Ashen Spire»                      | 1:06     |  |
| 23.                | «Athena»                           | 0:56     |  |
| 24.                | «The Battle for Olympus»           | 3:11     |  |
| 25.                | «Junkie XL Colossus Remix»         | 4:24     |  |
| 26.                | «Blood of Destiny»                 | 2:43     |  |
| 27.                | «God-Like»                         | 2:14     |  |
| 28.                | «Atlas Remembers» (Bonus Track)    | 4:11     |  |
| 29.                | «Kratos and Atropos» (Bonus Track) | 1:33     |  |
| 30.                | «Pursuing Destiny» (Bonus Track)   | 3:36     |  |
| 31.                | «Theme Of Fates» (Bonus Track)     | 2:11     |  |
| 66:41              |                                    |          |  |

### Novela
En julio de 2009 se anunció una novelización oficial del juego, titulada God of War II, junto con una novelización del God of War original. Fue escrito por Robert E. Vardeman y publicado el 12 de febrero de 2013 por Del Rey Books en Norteamérica, y el 19 de febrero de 2013 en Europa por Titan Books. Está disponible en formato de bolsillo, Kindle y de audio. La novela relata los eventos del juego y agrega aún más capas que lo que hizo el primer libro en relación con el primer juego. A las Hermanas del Destino se les da más historia en lugar de ser solo la penúltima pelea de jefes del juego. Se presentan en el Capítulo 2 y tienen varios capítulos dedicados a lo que estaban haciendo durante el viaje de Kratos. Por ejemplo, permitieron que los Titanes regresaran debido a su aburrimiento y Láquesis en particular le gustaba jugar con Kratos. Debido a lo mucho que las Hermanas incursionaron en el destino de Kratos, le permitió llegar tan lejos como lo hizo y también le permitió actuar por su propia voluntad debido a las muchas alteraciones en el hilo de su vida.
También se explican las intenciones de las acciones de algunos personajes, y a algunos personajes se les da más historia de fondo. El Titán Tifón no quería ayudar a Kratos porque si fallaba, Zeus mataría a la esposa de Tifón, Equidna, y sus hijos, a quienes Zeus había permitido vivir en libertad mientras Tifón estaba encarcelado. Teseo, el rey de Atenas, quería que las Hermanas le dieran al dios Dioniso un nuevo amante para que pudiera recuperar a Ariadna, y quería revivir a su padre Aegus, que se suicidó porque pensaba que Teseo había muerto. Teseo hizo que el mar Egeo llevara el nombre de su padre. Jasón de los Argonautas había robado el Vellocino de Oro de Eetes de Cólquida. También amaba a una bruja llamada Medea, que lo ayudó a robar el vellón matando a su propio hermano. También convenció a las sobrinas de Jasón de que asesinaran a su tío Pelias y se lo comieran, ya que Pelias iba a traicionar a Jasón debido a una falsa profecía. Jasón abandonó a Medea y se casó con la hija del rey Creonte, Creus, quien fue asesinada por Medea, junto con sus hijos. A pesar de esto, Jason quería que Medea volviera porque Creus no lo amaba de verdad. Jasón murió por la mano de Kratos en lugar de por el cerbero cuando Jasón intentó matar a Kratos para recuperar el vellón. A Perseo también se le dio una historia de fondo. Había luchado contra las Grayas, un trío de brujas. Luchó contra las Gorgonas y mató a un monstruo que el rey Cefeo había tratado de apaciguar con un sacrificio. Quería que las Hermanas revivieran a Andrómeda, que no se menciona explícitamente en el juego.
La novela presentó algunos personajes que no estaban presentes en el juego o en cualquier otro juego. Las diosas Deméter y Hestia hicieron una aparición muy breve justo antes de que Kratos se uniera a los espartanos en Rodas, donde Kratos los escuchó hablar sobre su disgusto por la guerra sin fin en Grecia. Iris, la diosa del arco iris y una mensajera ocasional, era otro personaje nuevo y tenía un papel más importante. Átropos se puso en contacto con Iris y le mintió a Zeus sobre Kratos en varios casos, y fue la causa de la desconfianza entre los olímpicos debido a la difusión de rumores y verdades a medias. Eventualmente reemplazó a Hermes como el Mensajero de los Dioses. También le dijo a Zeus que necesitaría nombrar un nuevo Dios de la Guerra. Zeus pensó en convertir a Hércules en el nuevo dios de la guerra. Atenea deseaba que Kratos fuera devuelto como el dios de la guerra, pensando que al hacerlo detendría el caos y la disensión entre los dioses. Hermes había pensado en sugerir a Perseo como el nuevo dios de la guerra y le regaló su casco de invisibilidad. Hermes finalmente recuperó su posición como Mensajero de los Dioses cuando finalmente convenció a Zeus de que Iris le había estado mintiendo sobre Kratos. Posteriormente, Iris fue desterrada del Olimpo, solo para aparecer al amanecer y al atardecer, y cuando llovió.
La novela también explica que los titanes Rea, Temis, Jápeto y Mnemósine, junto con Hiperión, fueron desterrados al Tártaro después de la Gran Guerra. Al final de la novela, el Titán Atlas era uno de los Titanes traídos del pasado para reavivar la Gran Guerra; en el juego, Atlas no fue recuperado. También en el juego, la lucha de Kratos y Teseo fue para determinar quién era el guerrero más grande de toda Grecia. Esta no fue la base de su lucha en la novela. Otra omisión es que durante la pelea de Kratos con el Rey Bárbaro, el Capitán del Barco no fue convocado para luchar contra Kratos. Kratos tampoco mantuvo la cabeza de Euríale como arma. El primer libro omitió que Kratos recibiera las Hojas de Atenea; este libro no explica cómo los recibió porque ya los tenía al comienzo de la novela.

## Recepción
Considerado como uno de los mejores juegos de acción y PlayStation 2 de todos los tiempos, God of War II recibió "aclamación universal" según el agregador de reseñas Metacritic con una puntuación de 93 sobre 100, y una puntuación del 92,68 % de GameRankings. Ha sido elogiado por su historia y mejoras con respecto a su predecesor, como jugabilidad y gráficos. Chris Roper de IGN dijo que God of War II es "una de las experiencias de juego más intensas y atractivas disponibles". Dijo que "está prácticamente desprovisto" de los defectos menores del original, citando un ejemplo que los jugadores ahora pueden rápidamente navegar escalando paredes, como poder deslizarse verticalmente por las paredes. Además de elogiar la jugabilidad, dijo que es una de las "experiencias más pulidas y refinadas...en los juegos". Aunque dijo que la mecánica de combate era prácticamente idéntica a la original, no tenía quejas, afirmando que es "por una buena razón, ya que ya era perfecto la primera vez".
Kristan Reed de Eurogamer dijo que "God of War II tiene uno de los diseños de juegos más satisfactoriamente perfeccionados que jamás hayamos encontrado". Dijo que no abrumaría a los jugadores y que los motiva a mejorar sus habilidades. Dijo que el equilibrio "siempre se siente perfecto" y la "curva de aprendizaje es la correcta", y agregó que los ataques mágicos son más útiles que los de God of War. También dijo que el modo de juego de God of War II, como el original, "encuentra un cómodo término medio" entre jugadores incondicionales y casuales. Alex Navarro de GameSpot elogió el ritmo del juego y los diseños de rompecabezas, y dijo que "la escala de algunos de los niveles es increíblemente masiva". También dijo que la historia es interesante porque se trata más de lo que sucede alrededor de Kratos que de lo que le sucede a él. Matt Leone de 1UP dijo que el aspecto más fuerte "es cómo sobresale tanto como una historia y un juego de acción", y es la historia la que "permite que el juego se sienta como una verdadera secuela". Roper elogió la escala de los niveles, así como la variedad de entornos, en comparación con la entrega original, y dijo que la dirección de arte es "una vez más absolutamente excepcional".
Reed elogió la cantidad de detalles y dijo que "en ningún momento vimos ni siquiera una pizca de caída de la velocidad de cuadro o fallos de sincronización en V". También dijo que jugar el juego en la PS3 agudiza las imágenes. Navarro dijo que tanto el sonido como los gráficos eran "excelentes" y los gráficos técnicos son impresionantes para la PlayStation 2. GameTrailers dijo que en términos de imágenes, "no hay tantos juegos de PlayStation 2 en la misma liga que God of War II". GameZone dijo que a pesar del problema del recorte, el juego es "increíblemente hermoso".
Roper dijo que había un par de acertijos "que parecían un poco toscos y cuya solución, por lo demás sencilla, sufría un poco de implementación imperfecta". También criticó la dificultad de desbloquear parte del contenido adicional, ya que algunos requisitos son "terriblemente difíciles para la mayoría". Reed, sin embargo, dijo que si los jugadores pueden encontrar algún defecto, se basan en el "gusto personal", pero también afirmó que, independientemente del refinamiento, "nunca se puede replicar el factor sorpresa del original, incluso si termina siendo un juego mejor". Navarro dijo que a veces, el combate es "demasiado sencillo...y todavía propenso a aplastar botones", y dijo que fue "un poco decepcionante" que no se hizo más al sistema de combate. Criticó el final en suspenso y dijo que algunos de los desafíos de bonificación "no son tan buenos". GameTrailers criticó las paredes invisibles, afirmando que "Hay lugares a los que deberías poder ir a los que simplemente no puedes." También citaron problemas de incompatibilidad con respecto a la navegación. Leone dijo que su "única decepción real" es que no sentía que el juego estuviera evolucionando en la serie.

### Premios y reconocimientos
Tanto IGN como GameSpot consideran que God of War II es el "canto del cisne" de la era de PlayStation 2. En 2007, fue galardonado con el "Juego del año de PlayStation" en los 25.º premios anuales Golden Joystick Awards, y UGO lo otorgó como el "Juego del año de PS2". En los premios Spike Video Game Awards de 2007, fue nominado a "Mejor juego de acción" y "Mejor banda sonora original". En los 12th Satellite Awards, God of War II recibió el premio Outstanding Platform Action/Adventure Game. En los premios de videojuegos de la British Academy of Film and Television Arts (BAFTA) de 2007, God of War II recibió los premios "Historia y personaje" y "Logro técnico", y fue nominado por "Acción y aventura", "Partitura original", y "Uso de audio". En 2009, IGN nombró a God of War II como el segundo mejor juego de PlayStation 2 de todos los tiempos, cinco por delante de su predecesor. En noviembre de 2012, la revista Complex nombró a God of War II el mejor juego de PlayStation 2 de todos los tiempos, donde God of War fue nombrado el undécimo mejor, y también lo consideró mejor que su sucesor, God of War III.

### Trabajos citados
- SCE Santa Monica Studio, ed. (2007). God of War II (Instruction manual). Sony Computer Entertainment.
- Vardeman, Robert (12 de febrero de 2013). God of War II. God of War (1st edición). United States: Del Rey Books. ISBN 978-0-345-50868-3.